# Чеченський державний університет
Чеченський державний університет (чеч. Нохчийн мехкан університет) — університет в місті Грозний. Заснований 1938 року.

## Історія
Університет веде свою історію від 7 лютого 1938 року народження, коли у Грозному за ініціативою обкому партії та Раднаркому Чечено-Інгушської АРСР відкрився Грозненський учительський інститут з дворічним терміном навчання. Контингент учнів становив у 120 осіб. 1 вересня 1938 року учительський інститут був перетворений в Чечено-інгуський державний педагогічний інститут з чотирирічним терміном навчання. Інститут мав у своєму розпорядженні філологічним, історичним та фізико-математичним факультетами.
Після початку Німецько-радянської війни обладнання інституту було евакуйовано, проте вже зсередини 1943 року почався відновлення навчального закладу.
1955 року побудований великий навчальний корпус інституту, 1957 року — майстерні для фізико-математичного факультету. 1956 року інститут відкрив факультет фізичного виховання, 1958 року — факультет педагогіки та методики початкової освіти, 1960 року — природничо-географічний факультет, 1962 року — факультет іноземних мов. Протягом декількох років історичний та філологічний факультети були об'єднані в історико-філологічний факультет.
1960 року інституту присвоєно нову назву — Чечено-інгуський державний педагогічний інститут. В 1960-х роках зміцнюється матеріально-технічна база інституту: побудовано гуртожиток на 632 місця, створені нові кабінети та лабораторії, значно збільшилося і покращилося наукове обладнання.
9 березня 1971 інститут перетворено в Чечено-інгушського державний університет. Навчальному закладу присвоєно ім'я Льва Миколайовича Толстого. До середини 1980-х років в університеті налічувалося вже 8 факультетів — історичний, філологічний, романо-германської філології, економічний, фізичний, математичний, географічний, біолого-хімічний. 1990 року відкрито медичний факультет, 1993 року — юридичний та фінансово-економічний факультети.
У січні 1995 року в ході Першої чеченської війни дій корпуси університету зазнали значних руйнувань. Знищені навчальні корпуси, бібліотека, ботанічний сад, унікальні наукові лабораторії, навчально-виробничі бази, обчислювальний центр, друкарня. Проте, заняття тривали в кількох уцілілих приміщеннях.
28 лютого 1995 Чечено-інгуський державний університет імені Льва Миколайовича Толстого був перейменований в Чеченський державний університет.
Після закінчення Першої чеченської війни та проголошення незалежності Чечні, університет був підпорядкований новій владі, фактично був виведений з освітнього простору Росії, позбавлений фінансової підтримки. Тим не менш, в зруйнованих та розграбованих приміщеннях університет продовжував роботу.
1997 року відкрито агротехнологічний факультет. У листопаді 1997 року в Урус-Мартані відкрився заочний факультет Чеченського державного університету. Аналогічні факультети передбачалося відкрити Шалінському та Шелковському районах республіки.
1997 року в університеті почалися відновлювальні роботи. На початку 1998 року було відремонтовано приміщення для навчальних занять у гуртожитку та двох навчальних корпусах ЧДУ, створена автономна система опалення. Протягом 1998 року було відновлено третій навчальний корпус, а також будівлі колишньої школи-інтернату, яке було передано університетові.
У липні 1998 року Кабінет міністрів Чеченської Республіки Ічкерія ухвалив рішення про закриття Чеченського педагогічного інституту, який, на думку влади, «дублював» Чеченський держуніверситет. Вся матеріальна база і штат педінституту передані університету. Скорочено п'ять факультетів і 36 кафедр. Тим не менш, педагоги педінституту відстояли свою установу, і закриття інституту не було здійснено.
1999 року в ході Другої чеченської війни університет знову зазнав руйнувань та призупинив роботу. У квітні 2000 року, після встановлення в місті російської адміністрації, університет відновив роботу. 6 травня 2003 університет внесений до єдиного державного реєстру юридичних осіб під назвою Державна освітня установа вищої професійної освіти «Чеченський державний університет».

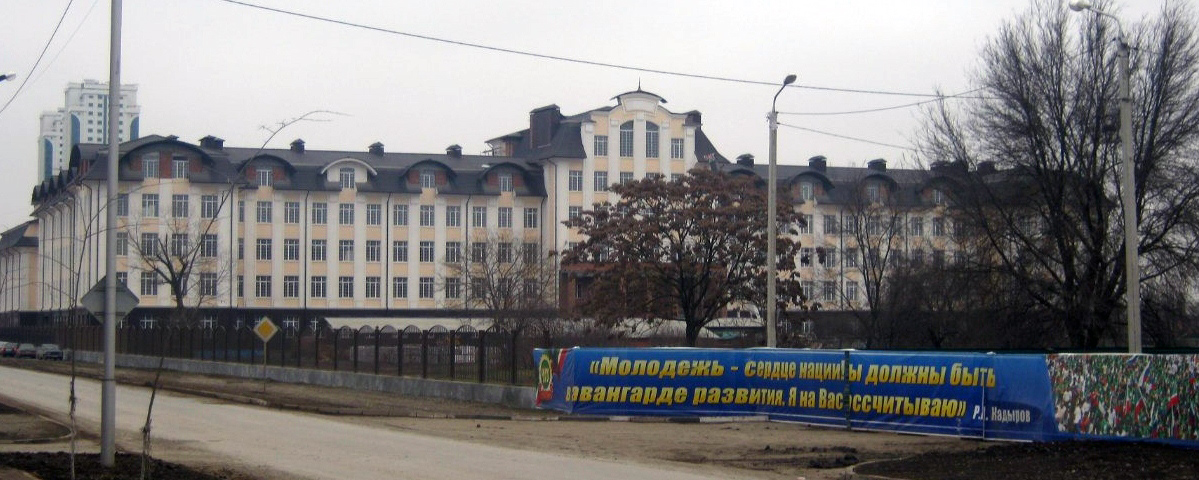
Споруджуваний головний корпус ЧДУ. Грозний, площа Боротьби, сквер Льва Толстого, 2012 рік

На початку 2000-х років починається відновлення матеріально-технічної бази. 2003 року відновлені 2500 квадратних метрів навчальних площ, 2004 року введені в дію їдальня, навчальні майстерні, два читальні зали. У березні 2005 року введено в експлуатацію навчальний корпус для економічного факультету та ректорату, 2006 року відремонтовано ще 6 навчальних корпусів. У жовтні 2006 року відкрито навчальний корпус медичного факультету. 2009 року проведено капітальний ремонт 3-го навчального корпусу. У березні 2007 року розпочато будівництво головного корпусу університету на місці зруйнованого (вулиця Асланбека Шеріпова, площа Боротьби, сквер Льва Толстого).
На початку 2000-х років в структуру університету входять 13 факультетів — історичний, математики та комп'ютерних технологій, фізики та інформаційно-комунікаційних технологій, біолого-хімічний, медичний, юридичний, економічний, фінансово-економічний, географії та геоекології, агротехнологічний, іноземних мов, філологічний (2007 року перетворено в Інститут чеченської та загальної філології), Державного управління (з 2005 року). 2003 року був створений Центр додаткової професійної освіти, покликаний займатися професійною перепідготовкою фахівців. 2006 року він перетворений у факультет додаткової професійної освіти та підвищення кваліфікації.
В університеті функціонують Ботанічний сад, зоологічний музей, історико-краєзнавчий музей, бібліотека з 5 відділами обслуговування, абонементами та читальними залами, комбінат громадського харчування.
25 липня 2011 університет перетворений у федеральну державну бюджетну освітню установу вищої професійної освіти «Чеченський державний університет»

## Структура
У ЧДУ працюють 814 викладачів, у тому числі 55 докторів наук, професорів, 236 кандидатів наук. У вузі функціонує 72 кафедри.
13 факультетів, які випускають фахівців за 40 спеціальностями. Загальна кількість студентів за очною та заочною формами навчання — майже 20 тисяч.
З 2003 року реалізовується спільний партнерський проект з журналістики з Данською школою журналістики.
Факультети:
- Факультет додаткової професійної освіти та підвищення кваліфікації
- Географії та геоекології факультет
- Факультет Математики та комп'ютерних технологій
- Факультет фізики та інформаційно-комунікаційних технологій
- Агротехнологічний факультет
- Біолого-хімічний факультет
- факультет Іноземних мов
- Факультет Державного Управління
- Фінансово-економічний факультет
- Економічний факультет
- Юридичний факультет
- Медичний факультет
- Історичний факультет
- Інститут чеченської та загальної філології